# ثويا (ألافا)
بلدية ثويا (بالإسبانية: Zuya) هي بلدية تقع في مقاطعة ألافا التابعة لإقليم الباسك شمال إسبانيا.

## الديموغرافيا
يبلغ عدد سكان بلدية ثويا 2.424 نسمة عام 2011 (وفقاً للمعهد الوطني للإحصاء الإسباني).
| 1.451 | 1.637 | 1.956 | 2.295 | 2.372 | 2.390 | 2.424 |